# Gosela eckloniana
Gosela eckloniana là một loài thực vật có hoa trong họ Huyền sâm. Loài này được Choisy mô tả khoa học đầu tiên năm 1848.